# Nalegaon
Nalegaon är en ort i Indien.   Den ligger i distriktet Latur och delstaten Maharashtra, i den centrala delen av landet, 1 100 km söder om huvudstaden New Delhi. Nalegaon ligger 605 meter över havet och antalet invånare är 45 000.
Terrängen runt Nalegaon är platt. Runt Nalegaon är det ganska tätbefolkat, med 222 invånare per kvadratkilometer. Det finns inga andra samhällen i närheten. Trakten runt Nalegaon består till största delen av jordbruksmark.